# 丙二酸酯合成
丙二酸酯合成（Malonic ester synthesis）是一类有机合成方法，丙二酸二乙酯或丙二酸的其他種酯類，二個羰基的α碳（直接毗鄰）烷基化，然後脱羧轉換成取代乙酸。

## 機理
利用強鹼使中間的碳去質子。羰基的α氫很容易脫去。丙二酸酯由於二個毗鄰的羰基，更容易去質子。形成的碳陰離子对鹵代烷发生親核取代，產生取代的丙二酸酯化合物。用酸处理使一个酯基水解，并加熱使羧基經由熱脫羧反應，產生含適當R基的取代乙酸。 因此，丙二酸酯可視同−CH2COOH合成子。
選定的酯類通常和使用的鹼相同，例如乙酯類和乙醇鈉。這是為了避免副反应酯交換反應的发生。

## 应用

### 雙烷基化
酯類若在酸性水溶液加入前重複去質子化與烷基化，則可以雙烷基化。

### 環烷羧酸合成 （珀金脂環化合物合成）
與二鹵化物反應則進行分子內丙二酸酯合成，生成环烷烃羧酸。